# Кубикмагги
«Кубикмагги» — российский музыкальный коллектив из Санкт-Петербурга, образовавшийся в 2003 году. По мнению одного издания[уточнить], в музыке группы синтезированы «камерные джаз-рок, авангард, современная классика».

## История
Будущие участники группы «КУБИКМАГГИ» познакомились в 2003 году. Знакомство состоялось на кафедре звукорежиссуры Санкт-Петербургского гуманитарного университета профсоюзов, где в то время учились бас-гитарист Макс Руденко и гитарист Влад Авдеев. В одной из аудиторий стоял рояль, и Ксения Фёдорова показала музыкальный материал, над которым, впоследствии, и предстояло работать. Спустя несколько дней после этой встречи в одной из квартир на Лиговском проспекте состоялась первая репетиция.
Начиная с этого момента, в течение полутора лет музыканты находились в творческом поиске, и музыкальные эксперименты привели к тому, что в начале 2005 года в группе назрела необходимость ещё в одном участнике. Авдеев пригласил Артема Кочурова, которому отводилась роль диджея.
В таком составе была сделана первая концертная программа. Дебютное выступление состоялось в Санкт-Петербурге в клубе «Молоко» 7 октября 2005 года и ознаменовало собою начало концертной деятельности группы.
В апреле 2006 года группа «КУБИКМАГГИ» приняла участие в международном фестивале им. С. Курехина «SKIF-10». Осенью группу покинул Кочуров, и оставшиеся участники коллектива приняли решение найти на его место барабанщика. На размещенное в интернете объявление откликнулся Илья Варфоломеев, который после первой совместной репетиции стал участником группы до середины 2007 года.
В сентябре 2007 года на смену Варфоломееву пришёл барабанщик Денис Акимов. Вместе с ним в сентябре 2008 года «КУБИКМАГГИ» выступили на сцене международного джазового фестиваля «Джаз Коктебель». 16 октября в Санкт-Петербурге группа представила свой первый альбом «Оно Не Требуется».
Вскоре после этого события группу покинул Авдеев, и коллектив ещё полгода работал в составе трио. 5 апреля 2009 года группу покинул Акимов. На поиски нового барабанщика ушло около полугода. За это время Фёдорова и Руденко вдвоем работали над новой программой. Параллельно Фёдорова давала сольные концерты и вместе с Руденко принимала участие в проекте «Немое кино + живая музыка», озвучивая авторской музыкой такие фильмы как «Процесс о трёх миллионах», «Кукла с миллионами», «Крылья».
Поиски профессионального барабанщика ни к чему не привели. В группу решил вернуться Илья Варфоломеев, и начиная с конца 2009 года, коллектив вновь работал в составе трио.
Летом 2012 года группа в Норвегии записала второй альбом. Запись состоялась в июле на студии Ocean Sound Recordings. Презентация альбома, получившего название Suites, прошла в том же году 17 ноября в Москве в Культурном центре «ДОМ» и 23 ноября в Санкт-Петербурге в клубе Da:Da:.
Последующие несколько лет группа работала над новым материалом. 5 ноября 2016 года в рамках V Балтийской биеннале современного искусства в стенах галереи «re.FLEX» «КУБИКМАГГИ» принял участие в выставке и перформансе «K A N A V A» художников Павла и Александры Ротц, вместе представляющих творческий дуэт «SASHAPASHA». Коллаборация получила продолжение в виде дизайна обложки для нового альбома группы.
В июле 2016 года «КУБИКМАГГИ» на Ocean Sound Recordings за три дня записывали третий альбом — Things. Презентация CD-версии альбома прошла в Санкт-Петебурге в стенах Новой сцены Александринского театра 11 июля 2017 года при участии «SASHAPASHA» и Александра Тимофеева, саксофониста и создателя московской авангардно-импровизационной группы «Sex Berlin» и участника "Gentle Beard Quartet. Презентации винила прошли в культурном центре «ДОМ» в Москве 24 сентября и в музее современного искусства «Эрарта» 28 сентября.

## Состав
- Ксения Фёдорова — вокал, рояль
- Макс Руденко — бас-гитара, мелодика
- Александр Тимофеев — саксофон
- Илья Варфоломеев — барабаны, перкуссия
- Иван Рипс — звукорежиссёр

## Дискография
- Оно Не Требуется (2008)
- Suites (2012)
- Things (2017)

## Статьи и интервью
- Люди перестали включать мозги, 18 декабря 2012.
- Kubikmaggi: Si vous aimez le jazz teinté de progressif… (fr), апрель, 2013.
- «До Италии рукой подать», 25 сентябрь, 2017
- «Kubikmaggi: наше творчество пытается преодолеть границы», 27 сентябрь, 2017